# 용마산 (경기)
용마산(龍馬山)은 대한민국 경기도 하남시와 광주시 남종면에 걸쳐 있는 높이 596m의 산이다.

## 같이 보기
- 한국의 산